# Metatrichoniscoides leydigi
Metatrichoniscoides leydigi är en kräftdjursart som först beskrevs av Weber 1880.  Metatrichoniscoides leydigi ingår i släktet Metatrichoniscoides och familjen Trichoniscidae. Arten är reproducerande i Sverige. Inga underarter finns listade i Catalogue of Life.